# Alexandra Kim
Aleksandra Petrovna Kim (en ruso: Александра Петровна Ким); nacida como Kim Ae Rim (en chosŏn'gŭl, 김애림; en hancha, 金愛林) ; (22 de febrero de 1885 – 16 de septiembre de 1918) fue una revolucionaria rusa étnicamente coreana. Se unió a los bolcheviques en 1916. Es reconocida como la primera coreana comunista.

## Primeros años
Kim Ae Rim nació en Sinelnikovo, una aldea de coreanos Koryo Saram en Siberia. Al mismo tiempo, el área fue el semillero del nacionalismo coreano. En 1869 su padre, Kim Du Su emigró a Rusia, adoptando el nombre Piotr Kim y convirtiéndose al cristianismo ortodoxo. Él trabajó como traductor. Más tarde fue a Manchuria para trabajar como intérprete en los ferrocarriles. En 1895, Alexandra se reunió con él en China. Tras su encuentro en China Kim Du Su falleció. Alexandra fue adoptada por Jozef Stankevich, un amigo ruso de su padre. Ella fue a una escuela de niñas de Vladivostok, en Primorie. Tras finalizar su educación, comenzó a trabajar como profesora en una escuela primaria. Se casó con el hijo de Stankevich.

## Activismo político
Kim dejó la enseñanza y se mudó a Vladivostok, donde ella tomó parte de actividades políticas por la causa de los inmigrantes coreanos. Su matrimonio no duró mucho. Se divorció de su marido y se mudó a la región de los Urales. En los Urales empezó su activismo político. En 1916 se unió a la facción bolchevique del Partido Obrero Socialdemócrata Ruso. En 1917 Lenin le mandó a Siberia a movilizar a los coreanos que residían allí contra las fuerzas contrarrevolucionarias y las fuerzas aliadas expedicionarias.
En Jabarovsk se encargó del Departamento del Partido de Asuntos Exteriores en el extremo oriente. Conoció a Yi Dong Wi, Kim Rip y otros luchadores por la independencia de Corea. Juntos fundaron en Jabarovsk el 18 de abril de 1918 el Partido Socialista de Corea.

## Captura
Kim fue capturada con otros comunistas coreanos por fuerzas del Ejército blanco y tropas japonesas el 4 de septiembre de 1918. Fue ejecutada el 16 de septiembre de 1918. Sus últimas palabras fueron "¡Libertad e independencia para Coreaǃ".